# Študijski center za narodno spravo
Študijski center za narodno spravo (ŠCNS) je javni zavod, ki ga je maja 2008 ustanovila Vlada Republike Slovenije z namenom, »da s proučevanjem kršenja temeljnih človekovih pravic in svoboščin, ki so jih povzročili trije totalitarni režimi (komunizem, nacizem, fašizem) na Slovenskem v 20. stoletju, omogoča osnovo za popravo krivic ter s tem ustvarja možnosti za skladen civilizacijski in kulturni razvoj Slovenije. Zavod tudi zagotavlja pravno pomoč in svetovanje Komisiji Vlade za izvajanje zakona o popravi krivic pri reševanju in vodenju vlog«.
Prva direktorica centra od leta 2008 je bila Andreja Valič Zver, ki je s položaja odstopila leta 2020.

## Pregled
ŠCNS je bil ustanovljen spomladi leta 2008 na podlagi resolucije Evropskega parlamenta o evropski zavesti in totalitarizmu in v okviru Platforme evropskega spomina in vesti sodeluje s sorodnimi inštituti po Evropi in svetu, ki prav tako preučujejo totalitarizem v Evropi v 20. stoletju. Sedež zavoda je na Tivolski cesti 42 v Ljubljani, in sicer v prostorih, kjer je v preteklosti delovala Udba. Zavod upravlja tudi bivših zaporniških celic na Beethovnovi cesti, ker je Udba mučila politične nasprotnike. Za ŠCNS je pristojno ministrstvo za pravosodje.
Zavod je od ustanovitve do leta 2012 na letni ravni povprečno porabil okoli 369.000 € neposrednih proračunskih sredstev. Od leta 2008 do začetka leta 2015 je ŠCNS od Ministrstva za pravosodje in Javne agencije za raziskovanje prejel več kot 2,7 milijonov € sredstev.

## Dejavnost
Študijski center za narodno spravo se ukvarja z raziskovanjem, zbiranjem, evidentiranjem in dokumentiranjem različnega arhivskega in drugega gradiva s področja polpretekle slovenske zgodovine, kršenja temeljnih človekovih pravic in svoboščin ter različnih oblik nasilja vseh treh totalitarnih sistemov na Slovenskem v 20. stoletju (tj. fašizma, nacizma in komunizma). Ena izmed najpomembnejših dejavnosti s katerimi se ukvarja Študijski center za narodno spravo je zbiranje, dokumentiranje in objavljanje pričevanja političnih zapornikov, izgnancev, disidentov in drugih žrtev totalitarnih sistemov. Na podlagi zbranega gradiva je začel Študijski center izdajati serijo publikacij z naslovom Dokumenti in pričevanja.
Znanstveni posvet LETO 1945 – 70 LET POTEM
Ob 70. obletnici konca druge svetovne vojne je bil v prostorih Državnega sveta v Ljubljani prirejen znanstveni posvet z naslovom LETO 1945 – 70 LET POTEM, ki so ga organizirali ŠCNR, Nova slovenska zaveza, Slovenski katoliški izobraženci in Zbor za republiko. Na posvetu so prisluhnili tudi zgodbam pričevalcev, ki jih je vojni in povojni čas odločilno zaznamoval. V Državnem svetu je bila na ogled tudi fotografska razstava UMIK ČEZ LJUBELJ  – MAJ 1945, na katerem so razstavljene fotografije fotografa Marjana Kocmurja iz leta 1945.

## Zgodovina
Vlada je leta 2019 pretehtavala priključitev ŠCNS Inštitutu za novejšo zgodovino ali kateri drugi bolj uveljavljeni instituciji, ki opravlja podobne dejavnosti.
Med člani sveta zavoda so bili leta 2020 med drugim Tamara Griesser Pečar, Jože Možina in Bernard Nežmah. Člani sveta ŠCNS so do sedaj bili tudi Jože Dežman, Jernej Lenart, Lovro Šturm, Damjan Hančič in Darko Friš.

## Kritike in kontroverze
Očitki o ideološko pristranskem zgodovinskem revizionizmu
Ustanovi nekateri zgodovinarji očitajo revizionizem s ciljem opravičevanja kolaboracije protikomunističnih sil z okupatorskimi silami ter pomanjkljive strokovne reference. ŠCNS naj bi se skoraj izključno osredotočil na preučevanje komunističnih zločinov.
Mladina je o ŠCNS zapisala, da ŠCNS "vse od ustanovitve spodbuja polemike o svojem namenu, smiselnosti, prihodnosti … Razlog za to je, da ta javni zavod, financiran iz proračuna, ves čas deluje kot podaljšana roka SDS v kulturnem in političnem boju ter reinterpretaciji novejše zgodovine."
Očitki o političnem klientelizmu
Sporno naj bi bilo tudi dejstvo, da je v javnem zavodu, ustanovljenem tik pred koncem mandata vlade Janeza Janše, vodilni položaj dobila Andreja Valič Zver, tedanja partnerica in kasneje žena poslanca vladajoče SDS Milana Zvera, nekdanja kandidatka za poslanko DZ na listi SDS, članica izvršilnega odbora stranke SDS in tesnejša osebna znanka zakoncev Janša. Valič Zver je bila za drug 5-letni mandat imenovana tik pred padcem druge Janševe vlade leta 2013. Vlogo je tedaj vložila predčasno; mandat bi ji potekel šele čez pol leta.
ŠCNS po imenovanju direktorja deluje kot zaprt ekosistem, kjer direktor in zaposleni sami izbirajo večino v svetu zavoda, svet pa nato direktorju vrača podporo. Kasnejše vlade pri izbiranju direktorja sploh niso imele izbire, saj jim je svet zavoda na izbiro ponujal zgolj eno osebo - dotedanjo direktorico. Mladina je ŠCNS opisala kot "ideološko hermetično zaprt (javni) zavod".
Nepravilnosti pri delovanju
Ministrstvo za pravosodje je januarja 2020 odredilo notranjo revizijo ŠCNS zaradi sumov o nepravilnosti pri delovanju. Revizija je pokazala, da je Valič Zver prejemala previsoko plačo (skupno 14.500 € bruto). Revizija je ugotovila tudi več nepravilnosti/neskladnosti pri vodenju zavoda. Valič Zver je bila pravno dolžna povrniti zgolj del preplačil. Svet ŠCNS je avgusta 2020 Valič Zver pozval k odstopu, ker ni želela prostovoljno vrniti tudi preostanka preplačil. Ob pritisku sveta je naposled vrnila celotno vsoto.
V septembru 2020 je svet ŠCNS pričel postopek za razrešitev Valič Zver z mesta direktorice. Po navedbah virov revije Reporter naj bi bil vzrok za poskus razrešitve ravnanje uslužbenca, ki je pri nekaterih projektih ponarejal podpise sodelavke (kar velja za kaznivo dejanje), s čimer naj bi si pridobil okoli 40.000 € premoženjske koristi. Valič Zver naj bi omenjenega zaposlenega na sploh favorizirala in naj bi ga poskušala po razkritju ponarejanja ščitila. Zaposleni je navedbe v odzivu reviji zanikal. Valič Zver je 1. oktobra 2020 odstopila. K odstopu jo je po navedbah Reporterja pred tem pozval premier Janša.